# Înfruntarea titanilor (film din 2010)
Înfruntarea titanilor  (titlu original: Clash of the Titans) este un film american și britanic fantastic de aventură din 2010 regizat de Louis Leterrier. Rolurile principale au fost interpretate de actorii Sam Worthington, Gemma Arterton, Mads Mikkelsen, Alexa Davalos, Ralph Fiennes și Liam Neeson. Este o refacere a filmului omonim din 1981 (ale cărui drepturi de autor au fost obținute de  Warner Bros. în 1996). Scenariul este vag bazat pe legenda mitologică a lui Perseu. Filmul a fost inițial programat pentru a avea premiera standard la 26 martie 2010. Cu toate acestea, mai târziu s-a  anunțat că filmul va fi convertit în format 3D și a fost lansat la 2 aprilie 2010. Înfruntarea titanilor a avut încasări de 493 milioane $ în întreaga lume, deși a avut recenzii în general negative și în ciuda nominalizărilor la Zmeura de Aur.  

## Distribuție
Ceata de călători
- Sam Worthington ca Perseu
- Gemma Arterton ca Io
- Mads Mikkelsen ca Draco
- Liam Cunningham ca Solon
- Hans Matheson ca Ixas
- Nicholas Hoult ca Eusebios
- Ian Whyte ca Sheikh Suleiman, un Djinn
- Rory McCann ca Belo
- Ashraf Barhom ca Ozal
- Mouloud Achour ca Kucuk

Muritori
- Alexa Davalos ca prințesa  Andromeda din Argos
- Vincent Regan ca regele Cefeu din Argos
- Polly Walker ca regina Cassiopeia din Argos
- Jason Flemyng ca regele Acrisius din Calibos
- Luke Treadaway ca profetul Prokopion
- Pete Postlethwaite ca Spyros
- Elizabeth McGovern ca Marmara
- Kaya Scodelario ca Peshet

Zei
- Liam Neeson ca Zeus
- Ralph Fiennes ca Hades
- Danny Huston ca Poseidon
- Natalia Vodianova ca Medusa, una dintre  gorgone
- Alexander Siddig ca Hermes
- Luke Evans ca Apollo
- Ross Mullan, Robin Berry și Graham Hughes ca Pemphredo, Enyo și Deino, cele trei "femei bătrâne"
- Afrodita, Ares, Artemis, Athena, Demetra, Hephaestus, Hera și Hestia au apariții " cameo"